# N-acetilneuraminato 7-O(o 9-O)-acetiltransferasi
La N-acetilneuraminato 7-O(o 9-O)-acetiltransferasi è un enzima appartenente alla classe delle transferasi, che catalizza la seguente reazione:
acetil-CoA + N-acetilneuraminato ⇄ CoA + N-acetil-7-O(or 9-O)-acetilneuraminato
Gli N-acetil- e N-glicolil neuraminati sia liberi che con legame glicosidico posso agire come O-acetil accettori.